# Évêché titulaire de Rota
Rota (en latin : Rotensis) est un ancien diocèse de l'Église catholique en Espagne. Il est restauré depuis 1969 comme siège titulaire, pour un évêque chargé d’une autre mission que la conduite d’un diocèse contemporain.

## Situation géographique
Le diocèse dépendait de l'archidiocèse de Tarragone en Espagne. Il était situé dans la ville de Huesca de Roda de Isábena et sa cathédrale était la cathédrale de Roda de Isábena.

## Liste des évêques contemporains titulaires de ce diocèse
| Début          | Fin            | Nat.   | Nom           | Fonction exercée                             |
| -------------- | -------------- | ------ | ------------- | -------------------------------------------- |
| 21 avril 1970  | 21 juin 1985   | France | Gabriel Vanel | Vicaire apostolique aux Armées françaises    |
| 7 mai 1987     | 3 juillet 2014 | France | Guy Gaucher   | Évêque auxiliaire de Bayeux et Lisieux       |
| 8 janvier 2015 |                | France | Joël Mercier  | Secrétaire de la Congrégation pour le clergé |